# Can Pèlec Vell
Can Pèlach Vell és un edifici del municipi de Estanyol (Selva). És l'edifici originari d'un conjunt de construccions, com la també inventariada Can Pèlach, situada al costat. És una casa de dues plantes amb vessants a façana. Aquest mas pertany al terme municipal de Sant Dalmai però li correspon la parròquia d'Estanyol. Forma part de l'Inventari del Patrimoni Arquitectònic de Catalunya.

## Descripció
La façana principal, orientada a migdia, presenta un portal d'arc de mig punt de grans dovelles. Al primer pis hi ha una obertura quadrangular amb llinda monolítica i motiu ornamental de fulla de roure., i dues més petites amb impostes. A la dreta, a la planta baixa, n'hi ha una altra de quadrangular amb la inscripció "PERE PÈLACH ME FECIT IN OBRA DE LANY 1789". Aquest mas ha sofert múltiples ampliacions que n'han allargat el cos principal i té adossat un cos de serveis de rajol al costat dret. Al davant hi ha un graner fet de maçoneria i pedra tosca del volcà de la Crosa de Sant Dalmai amb un portal d'impostes amb llinda de fusta. En els últims anys no s'hi han fet obres i només s'ha substituït part de la teulada, donat el seu mal estat, per planxes d'uralita.